# Curiúva
Curiúva é um município brasileiro localizado no interior do estado do Paraná. Pertence à Região Geográfica Intermediária de Ponta Grossa e à Imediata de Telêmaco Borba e localiza-se a noroeste da capital do estado, distando desta 287 km. Ocupa uma área de 576,263 km², sendo que 2 085,9 estão em perímetro urbano. Sua população, conforme estimativas do IBGE de 2018, era de 15 003 habitantes.
A sede tem uma temperatura média anual de 19,1 °C e na vegetação do município predomina a Floresta Ombrófila Mista. Com 68,77% de seus habitantes vivendo na zona urbana, o município contava, em 2009, com nove estabelecimentos de saúde. O seu Índice de Desenvolvimento Humano (IDH) é de 0,675, considerando como médio em relação ao estado.
O território onde se localiza o município de Curiúva começou a ser colonizado em torno de 1947. O primeiro nome de Curiúva era Caetê, sendo que seus primeiros moradores eram os caigangues. Fundado por intermédio da Lei Estadual n.º 2 de 10 de outubro de 1947 e implantado em 26 de outubro do mesmo ano, foi emancipado de São Jerônimo da Serra. Atualmente as principais atividades econômicas curiuvenses constituem a agricultura e a prestação de serviço.

## História

### Origens

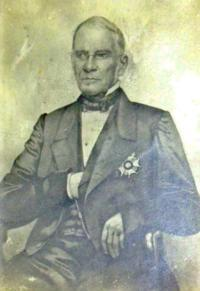
Barão de Antonina.

Os desbravamentos que se realizaram na metade do século XIX, visando construir caminhos para o interior, na região dos rios Tibagi e Paranapanema, são os mais antigos relatos que a história registra quanto ao fluxo atual do município de Curiúva. Naquela época, a pedido do Barão de Antonina, o sertanista Joaquim Francisco Lopes entrou na floresta tropical, atravessando as Serras do Facão e Caeté. A antiga picada, que conectava os Campos Gerais com a então Colônia Militar de Jataí, se converteu em rodovia, devido às contínuas idas e vindas de inúmeras tropas na direção oposta.
Os primeiros residentes do local eram Fortunato Rodrigues Jardim e Antônio Cunha, os quais possuíam enorme superfície de terras na região. Vários dos viajantes, percorrendo o pequeno povoado que se formou, acabaram gostando do local e permanecendo, começando a formar um novo gênero de vida naquelas paradas de clima quente e solo fértil.
Não havia médicos no povoado e constantemente havia problemas com doenças, muitas delas transmitidas por animais. A cura era feita apenas por curandeirismo e benzimentos, sendo que apenas ocasionalmente o lugar era visitado por médicos que vinham a cavalo ou comerciantes de remédios. Em 1912 criou-se um distrito policial e em 1º de novembro de 1913 o local recebeu pela primeira vez a visita de um padre. Em 1922, João Antônio Desidério de Oliveira foi nomeado como carteiro oficial.

### Formação administrativa e etimologia

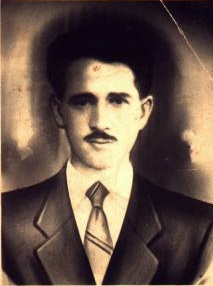
Joaquim Carneiro, primeiro prefeito eleito de Curiúva de 1947 até 1948.

O primeiro nome de Curiúva foi Caetê, em alusão à serra da mesma denominação, a qual no idioma guarani quer dizer “mata virgem”. Com este nome, o núcleo foi promovido à categoria de Distrito Policial em 1912, por meio do Decreto-Lei Estadual do Paraná n.º 985, pertencendo ao município de São Jerônimo da Serra. Pelo Decreto-Lei Estadual do Paraná n.º 199, de 30 de dezembro de 1943, corrigido pelo Decreto-Lei do Estado n.º 311, de 26 de fevereiro de 1945, o Distrito de Caetê começa a formar os municípios de Araiporanga (São Jerônimo) e Congonhinhas. Desde então o distrito começa a ser denominado de Curiúva.
Em 10 de outubro de 1947, por força da Lei Estadual do Paraná n.º 02, aprovada pelo então governador do Paraná, Moysés Lupion de Tróia, foi fundado o município de Curiúva, que fora definitivamente implantado em 26 do mesmo mês e ano. No mesmo dia assumiu Luíz Lemos como primeiro prefeito indicado. O primeiro prefeito eleito em 1947 foi Joaquim Carneiro, empresário, ceramista e farmacêutico. No entanto, seu mandato teve curta duração até o ano seguinte, pois, desesperado diante de problemas insolúveis na cooperativa fundada por ele, acabou dando fim à vida. Em 1951, foi fundado o Distrito de Sapopema, emancipado em 1960 de Curiúva para ser elevado à categoria de município. Em 1983, Curiúva perdera mais uma porção de seu território para a fundação do município da Figueira. Hoje em dia, Alecrim é o único Distrito Administrativo.
A palavra Curiúva procede da língua guarani e nomeia uma variedade de pinheiro, que havia abundantemente na região na época do povoamento do município, sendo que “curi” quer dizer “pinha, pinhão”, e “uwa” tem o significado de “árvore”. Ou seja, o nome da cidade pode possuir o sentido de “madeira de pinho ou pinácea”.

## Geografia
A área do município, segundo o Instituto Brasileiro de Geografia e Estatística, é de 576,261 km², sendo que 2,085 9 km² constituem a zona urbana e os 574,175 km² restantes fazem parte da rural. Situa-se a 24° 01′ 58″ de latitude sul e 50° 27′ 28″ de longitude oeste e está a uma distância de 195 quilômetros a oeste da capital paranaense. Limita-se com: ao norte,  Sapopema, Figueira e Ibaiti; a oeste, com Ortigueira; ao sul, com Telêmaco Borba; e a leste, com Ibaiti e Ventania.
De acordo com a divisão regional vigente desde 2017, instituída pelo IBGE, o município pertence à Região Intermediária de Ponta Grossa e à Imediata de Telêmaco Borba. Até então, com a vigência das divisões em micro e mesorregiões, fazia parte da microrregião de Ibaiti, que, por sua vez, estava incluída na mesorregião do Norte Pioneiro Paranaense.

### Geomorfologia e hidrografia

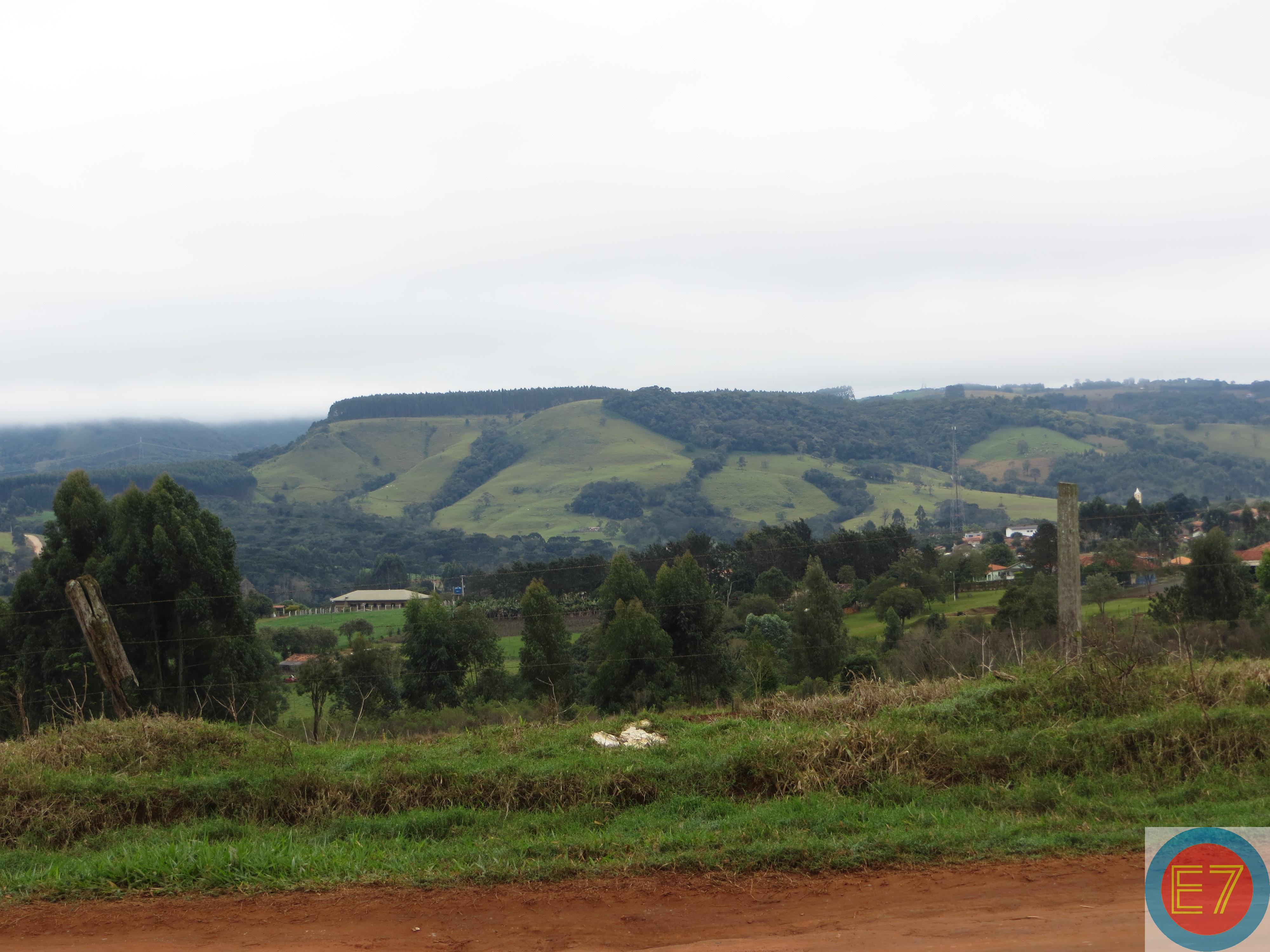
A Serra do Caeté é o ponto mais alto do município.

Geologicamente, os terrenos do município são de origem permo-carbonífera, permiana e paleozoico-permiana. Os solos existentes no município são argissolo vermelho-amarelo, latossolo, neossolo litólico, argissolo e cambissolo háplico, tendo predominância de textura arenosa. Na sede municipal registra-se a altitude de 776 metros. O relevo do município é bastante ondulado e quase montanhoso, com altitudes que oscilam entre 500 e 900 metros. Curiúva está localizada no Segundo Planalto Paranaense. A altitude máxima é da ordem de 977 metros na Serra do Caeté e a mínima fica em 510 metros no Rio Tibaji.
Curiúva faz parte das bacias hidrográficas dos rios Tibaji e das Cinzas. Os principais rios que banham o município não são navegáveis, sendo eles: Laranjinha, Lajeado e das Antas, excetuando o Tibaji, que nasce nos Campos Gerais.

### Clima
O clima curiuvense é caracterizado, segundo o IBGE, como subtropical subquente superúmido (tipo Cfa segundo Köppen), tendo temperatura média anual de 19,1 °C, com temperaturas amenas e chuvas constantes durante todo o ano. O mês mais quente, janeiro, tem temperatura média de 22,5 °C, sendo a máxima de 27,7 °C e a mínima de 17,3 °C. E o mês mais frio, junho, de 15,1 °C, sendo 21,1 °C e 9,1 °C as médias, respectivamente. Outono e primavera são estações de transição.
A precipitação média anual é de 1 442,9 mm, sendo agosto o mês mais seco, quando ocorrem 61,4 mm. Em janeiro, o mês mais chuvoso, a média fica em 209,0 mm. Nos últimos anos, entretanto, dias quentes e secos, durante o inverno, têm sido cada vez mais frequentes, não raro ultrapassando a marca dos 30 °C, especialmente entre julho e setembro. Em 30 de agosto de 1994, por exemplo, os termômetros chegaram perto dos 36 °C, em pleno inverno. Segundo o Instituto Tecnológico SIMEPAR, a maior temperatura registrada foi observada no dia 17 de novembro de 1975, quando algumas áreas chegaram à marca de 41,1 °C. Já se registrou a mínima em 18 de julho de 1975, quando foi vista uma média térmica de −3,7 °C.
| Dados climatológicos para Curiúva | Dados climatológicos para Curiúva | Dados climatológicos para Curiúva | Dados climatológicos para Curiúva | Dados climatológicos para Curiúva | Dados climatológicos para Curiúva | Dados climatológicos para Curiúva | Dados climatológicos para Curiúva | Dados climatológicos para Curiúva | Dados climatológicos para Curiúva | Dados climatológicos para Curiúva | Dados climatológicos para Curiúva | Dados climatológicos para Curiúva | Dados climatológicos para Curiúva |
| Mês                               | Jan                               | Fev                               | Mar                               | Abr                               | Mai                               | Jun                               | Jul                               | Ago                               | Set                               | Out                               | Nov                               | Dez                               | Ano                               |
| --------------------------------- | --------------------------------- | --------------------------------- | --------------------------------- | --------------------------------- | --------------------------------- | --------------------------------- | --------------------------------- | --------------------------------- | --------------------------------- | --------------------------------- | --------------------------------- | --------------------------------- | --------------------------------- |
| Temperatura máxima média (°C)     | 27,7                              | 27,6                              | 27,6                              | 25,6                              | 22,7                              | 21,1                              | 21,8                              | 22,9                              | 23,5                              | 25,1                              | 25,7                              | 26,1                              | 24,7                              |
| Temperatura mínima média (°C)     | 17,3                              | 17,5                              | 16,7                              | 14,1                              | 11,0                              | 9,1                               | 8,9                               | 10,2                              | 11,9                              | 13,7                              | 14,7                              | 16,3                              | 13,4                              |
| Precipitação (mm)                 | 209,0                             | 177,8                             | 131,2                             | 89,2                              | 92,6                              | 88,6                              | 71,4                              | 61,4                              | 113,0                             | 140,5                             | 124,9                             | 143,3                             | 1 442,9                           |
| Fonte: Jornal do Tempo            |                                   |                                   |                                   |                                   |                                   |                                   |                                   |                                   |                                   |                                   |                                   |                                   |                                   |

### Ecologia e meio ambiente

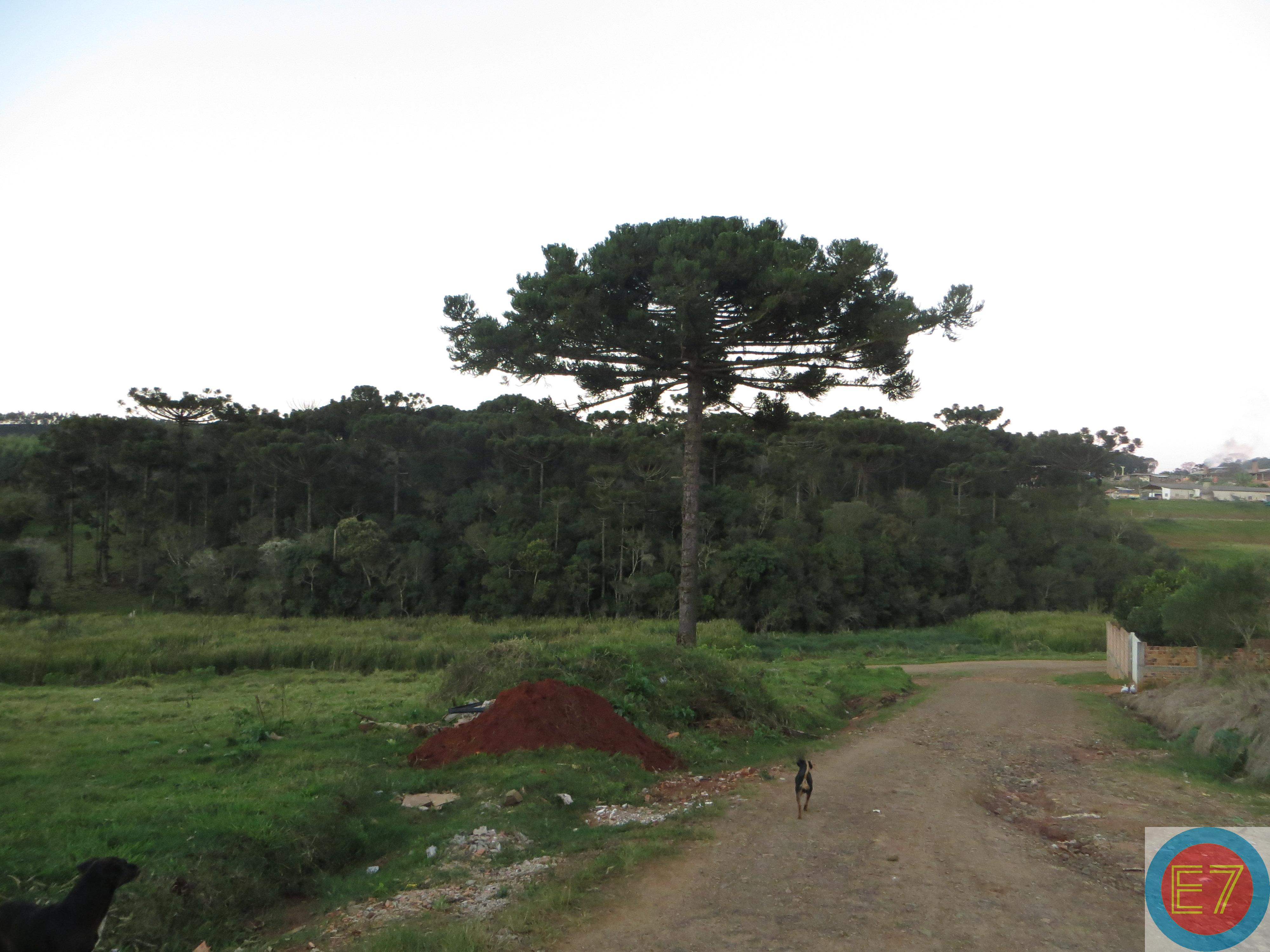
Remanescente de Araucaria angustifolia em Curiúva.

Na época do Descobrimento do Brasil, em 1500, o município era coberto por uma única formação vegetal, a floresta ombrófila mista, que é a mata dos pinhais ou das araucárias. Posteriormente, parte da mata nativa passou a ceder lugar à indústria madeireira e à exploração da peroba, do pinheiro e do carvão, que são os principais recursos vegetais e minerais encontrados no município, além de abrir espaço para a agricultura e as pastagens para a expansão da agropecuária.
O carvão-de-pedra é explorado desde 1941, pela Cia. Carbonífera do Cambuí (Figueira), e existem vestígios da existência de urânio, sendo que atualmente a presença de áreas de preservação permanente (APP) limita as que podem ou não ser exploradas, mesmo que elas se encontrem em uma propriedade particular. Organizações não governamentais (ONGs) também ajudam no combate ao desmatamento ilegal, havendo no município projetos que tratam de questões de preservação ambiental aplicando recuperação de mata nativa, adequação da propriedade rural com técnicos, agricultores e trabalhos de educação ambiental nas escolas da cidade.

## Demografia
Em 2010, a população do município foi contada pelo Instituto Brasileiro de Geografia e Estatística (IBGE) em 13 923 habitantes. Segundo o censo daquele ano, 7 107 habitantes eram homens e 6 816 mulheres. Ainda segundo o mesmo censo, 9 573 habitantes viviam na zona urbana e 4 350 na rural. Já segundo estimativas divulgadas em 2018, a população municipal era de 15 003 habitantes. Da população total em 2010, 3 515 habitantes (25,25%) tinham menos de 15 anos, 9 237 (66,34%) tinham de 15 a 64 anos e 1 171 pessoas (8,41%) possuíam mais de 65, sendo que a esperança de vida ao nascer era de 72,7 anos e a taxa de fecundidade por mulher era de 2,5 filhos.

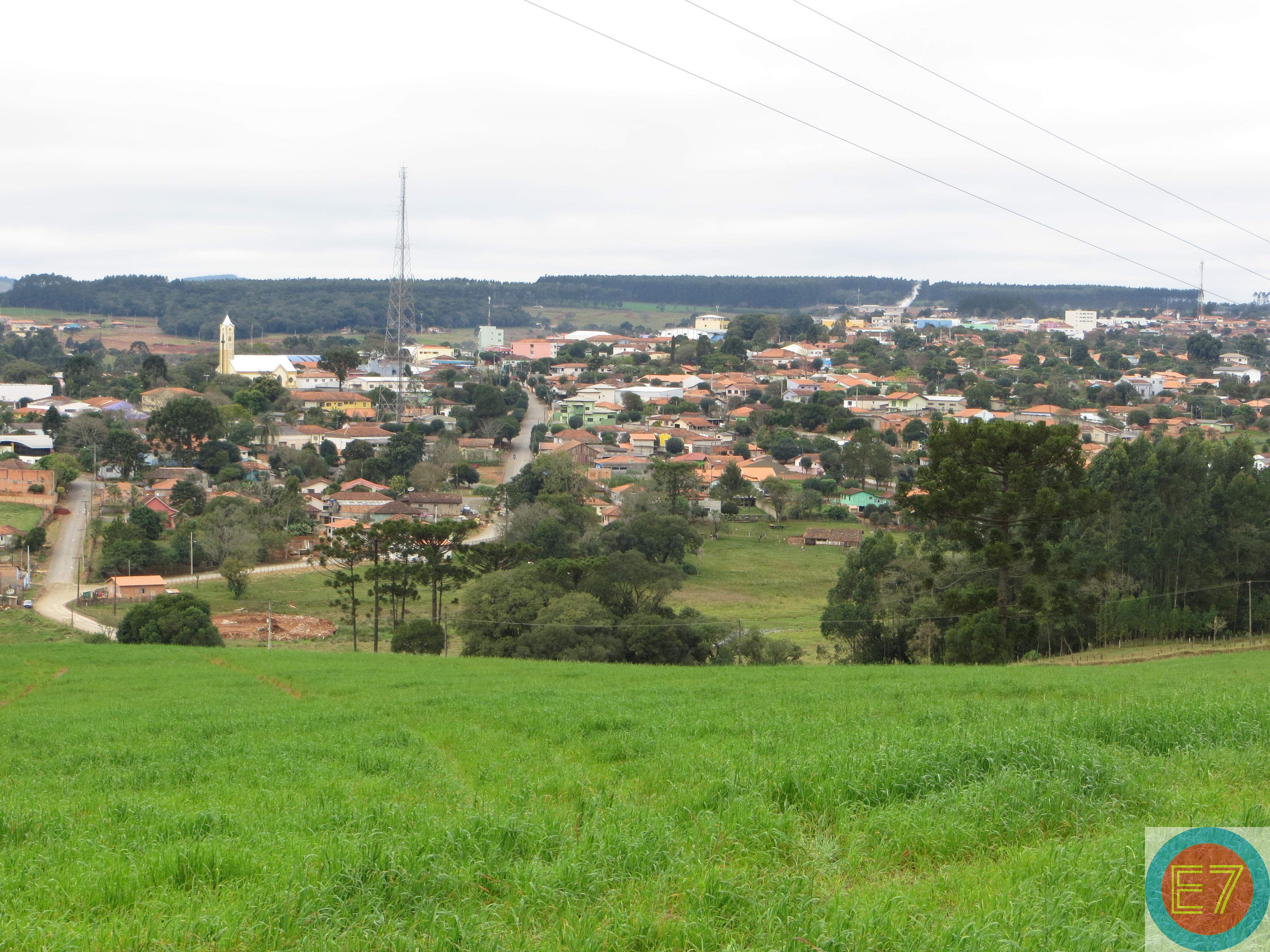
Vista parcial da cidade a partir da zona rural do município.

Em 2010, a população curiuvense era composta por 9 309 brancos (66,86%), 630 negros (4,52%), 116 amarelos (0,83%), 3 866 pardos (27,77%) e dois indígenas (0,01%). Considerando-se a região de nascimento, 12 831 eram nascidos no Sul (92,16%), 48 no Norte (0,34%), 148 no Nordeste (1,06%), 33 no Centro-Oeste (0,24%) e 810 no Sudeste (5,82%). 12 732 habitantes eram naturais do estado do Paraná (91,44%) e, desse total, 8 403 eram nascidos em Curiúva (60,35%). Entre os 2 254 naturais de outras unidades da federação, São Paulo era o estado com maior presença, com 514 pessoas (3,69%), seguido por Minas Gerais, com 268 residentes (1,93%), e por Santa Catarina, com 63 habitantes no município (0,45%). O município de Curiúva conta com duas comunidades quilombolas localizadas na área rural: Água Morna e Guajuvira.

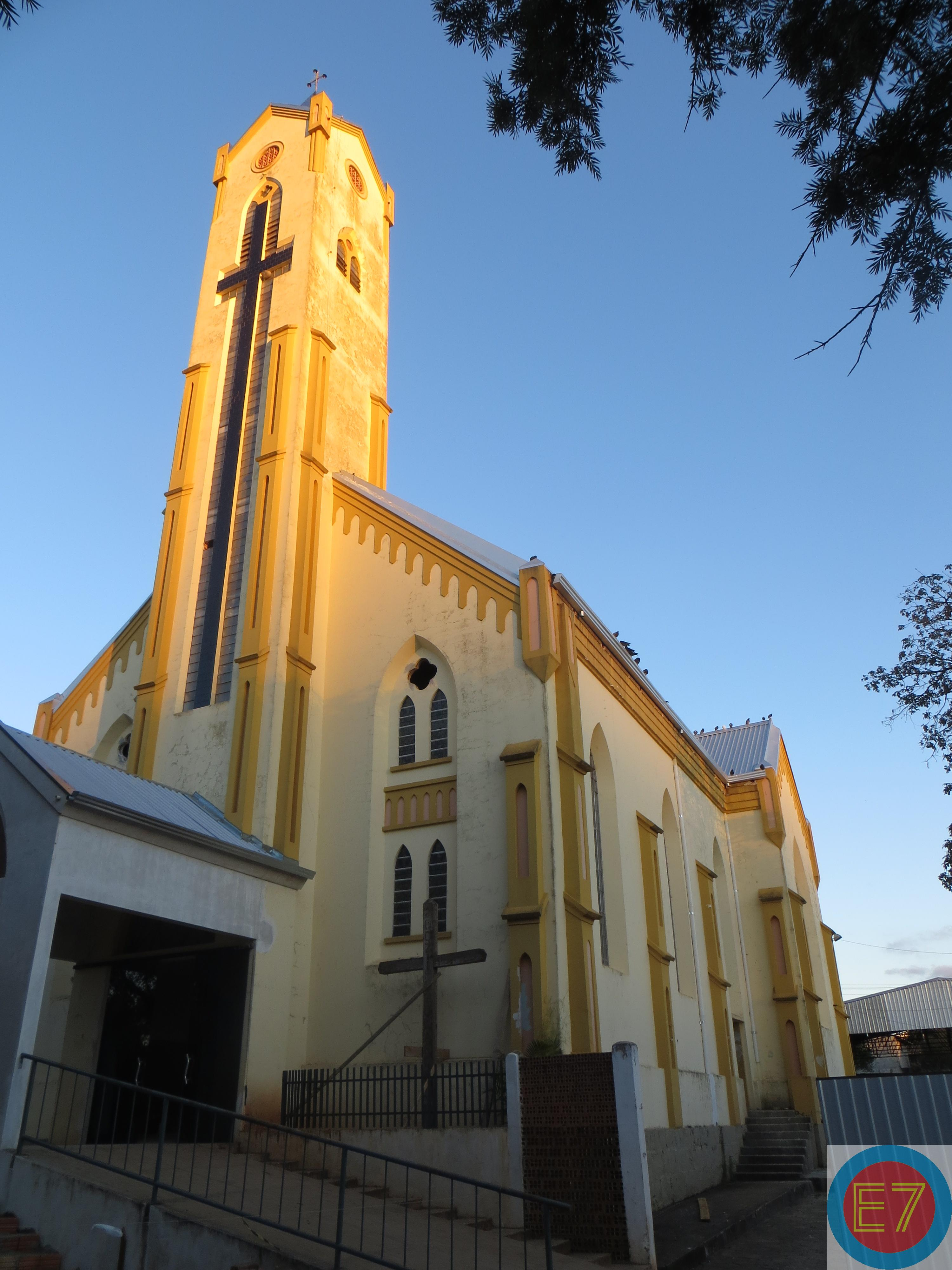
Paróquia Divino Espírito Santo.

O Índice de Desenvolvimento Humano Municipal (IDH-M) de Curiúva é considerado médio pelo PNUD, sendo que seu valor é de 0,656 (o 2986.º maior do Brasil). A cidade possui a maioria dos indicadores próximos à média nacional segundo o PNUD. Considerando-se apenas o índice de educação, o valor é de 0,546; o de longevidade é de 0,795 e o de renda é de 0,649. De 2000 a 2010, a proporção de pessoas com renda domiciliar per capita de até meio salário mínimo reduziu-se em 69,1% e, em 2010, 87,2% da população vivia acima da linha de pobreza, 8,8% encontrava-se na mesma situação e 4,1% estava abaixo. O coeficiente de Gini, que mede a desigualdade social, era de 0,450, sendo que 1,00 é o pior número e 0,00 é o melhor. A participação dos 20% da população mais rica da cidade no rendimento total municipal era de 50,4%, ou seja, 9,7 vezes superior à dos 20% mais pobres, que era de 5,2%.
De acordo com dados do censo de 2010 realizado pelo IBGE, a população de Curiúva está composta por: 10 144 católicos (72,86%), 3 219 protestantes (23,12%), 421 pessoas sem religião (3,02%), 19 espíritas (0,13%) e 0,87% estão divididos entre outras religiões. Segundo divisão da Igreja Católica, a cidade sedia a Paróquia Divino Espírito Santo, que foi criada como comunidade em 14 de fevereiro de 1952 e emancipada em 1953, subordinada à Diocese de Cornélio Procópio.

## Política e administração
A administração municipal se dá pelos poderes Executivo e Legislativo. O representante do poder executivo de Curiúva escolhido pelo povo nas eleições municipais em 2024 foi Christiano Borges, do Partido Social Democrático, que conquistou um total de 3 942 votos (48,55% dos eleitores), tendo Pithi como vice-prefeito.
O poder legislativo, no que lhe concerne, é constituído pela Câmara, composta por nove vereadores eleitos para mandatos de quatro anos (em observância ao disposto no artigo 29 da Constituição). Está formada por duas cadeiras do PMB, duas do PSC, duas do PTB, duas do PSB e uma do PP. Cabe à casa elaborar e votar leis fundamentais à administração e ao executivo, especialmente o orçamento participativo (Lei de Diretrizes Orçamentárias).

O município faz parte da Comarca de Curiúva, que foi criada pelo decreto-lei n.º 5809, de 15 de junho de 1968, após reivindicações de autoridades constituídas e lideranças locais e regionais, e instalada oficialmente em 15 de julho de 1970, sendo classificada de entrância inicial e integrada. É formada também pelos municípios da Figueira e Sapopema. Havia 11 360 eleitores em fevereiro de 2014, o que representava 0,144% do total do estado do Paraná.

### Símbolos
Os símbolos do município de Curiúva constituem a bandeira, o brasão e o hino. O brasão, a bandeira e o hino foram adotados como símbolos pela Lei Municipal nº 595, de 1.º de dezembro de 1994. O brasão é formado por um escudo samnítico, firmado em chefe de argento com a pomba do Divino Espírito Santo, que simboliza o padroeiro do município. No flanco direito desse escudo, se encontra a flor-de-lis que representa as mudanças sociais e a felicidade do povo e, no esquerdo, um sol a pino estilizado, prenunciando um amanhã de realizações em prol de todos. No campo inferior do escudo, a agricultura, os reflorestamentos e as araucárias simbolizam atividades econômicas importantes para o município. Como suportes, duas chaminés de fábrica representam o poder da industrialização que provavelmente tornaria Curiúva um dos municípios mais desenvolvidos da região em um amanhã bem próximo. O café, o milho e o arroz representam, com seus colmos enrolados, as mais importantes riquezas agrícolas do município. Abaixo do escudo, há um listel com as inscrições 10/10/1947 — Curíuva — 26/10/1947, e acima se encontra uma coroa com cinco torres de jalde.
A bandeira, elaborada pelo professor José Carlos Pereira, é composta de um retângulo constituído do brasão municipal situado na parte central com cinco faixas verticais: de sinopla (nas pontas), argento (ao centro) e jalde (dentre as de sinopla e argento). Suas cores constituem o sinopla, que representa a honra, a civilidade, a cortesia, a alegria, a abundância e a esperança, o jalde, que significa a glória, o esplendor, a riqueza, a grandeza e o mando, e o argento, que traduz a paz, a amizade, o trabalho, a pureza e a religiosidade. O hino de Curiúva teve sua letra escrita pelo professor José Carlos Pereira e sua música composta pelo maestro e mestre de banda marcial mineiro radicado no Paraná, Sebastião Lima.

## Economia

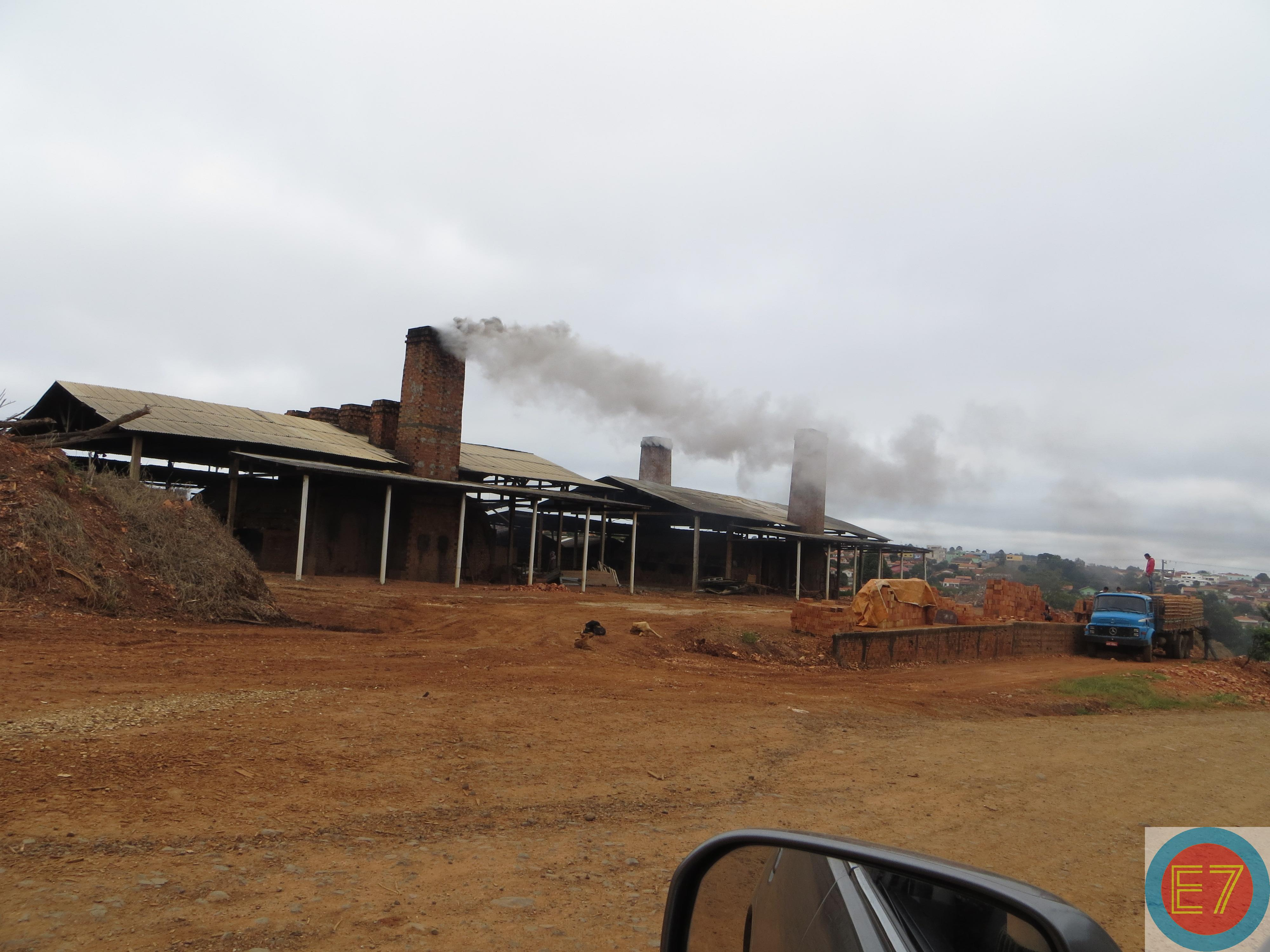
Indústria de cerâmica.

No Produto Interno Bruto (PIB) de Curiúva, destacam-se a agropecuária e o setor de prestação de serviços. De acordo com dados do IBGE, relativos a 2012, o PIB do município era de R$ 152 981 mil. 6 611 mil eram de impostos sobre produtos líquidos de subsídios a preços correntes e o PIB per capita era de R$ 10 867,46. Em 2010, 61,76% da população maior de 18 anos era economicamente ativa, enquanto a taxa de desocupação era de 6,04%.
Salários, com outras remunerações, somavam 24 590 mil reais e o salário médio mensal de todo o município era de 1,8 salário mínimo. Havia 422 unidades locais e 418 empresas atuantes. Segundo o IBGE, 73,76% das residências sobreviviam com menos de um salário mínimo mensal por morador (3 239 domicílios), 20,22% com entre um e três salários mínimos para cada pessoa (811), 2,10% recebiam entre três e cinco (92), 0,93% tinham rendimento acima de cinco (41) e 2,98% não tinham (131).
Setor primário
| Produto        | Área colhida (hectares) | Produção (tonelada) |
| -------------- | ----------------------- | ------------------- |
| Milho          | 5 000                   | 20 500              |
| Soja           | 5 000                   | 17 350              |
| Cana-de-açúcar | 80                      | 4 000               |
Em 2012, de todo o PIB da cidade, 53 486 reais eram o valor adicionado bruto da agropecuária, enquanto, em 2010, 40,52% da população economicamente ativa do município estava ocupada no setor. Segundo o IBGE, em 2013, o município contava com 36 395 bovinos, 630 bubalinos, 500 caprinos, 1 160 equinos, 1 000 ovinos, 9 280 e 45 780 galináceos. 2 250 vacas foram ordenhadas, das quais foram produzidos 3 350 mil litros de leite. Também foram produzidos 13 500 quilos de mel de abelha e 31 760 de casulos do bicho-da-seda.
Na lavoura temporária são produzidos principalmente o milho (20 500 toneladas produzidas e 5 000 hectares cultivados), a soja (17 350 toneladas e 5 000 hectares plantados) e a cana-de-açúcar (4 000 toneladas rendidas e 80), além do alho, amendoim, arroz, cebola, feijão, mandioca, melancia, tomate e trigo. Já na lavoura permanente se destacam o café (444 toneladas produzidas e 308 hectares colhidos), a laranja (300 toneladas e 20 hectares) e o limão (180 toneladas e dez hectares), sendo cultivados ainda banana, caqui, mamão, manga, maracujá, pêssego, tangerina e uva.
Setores secundário e terciário

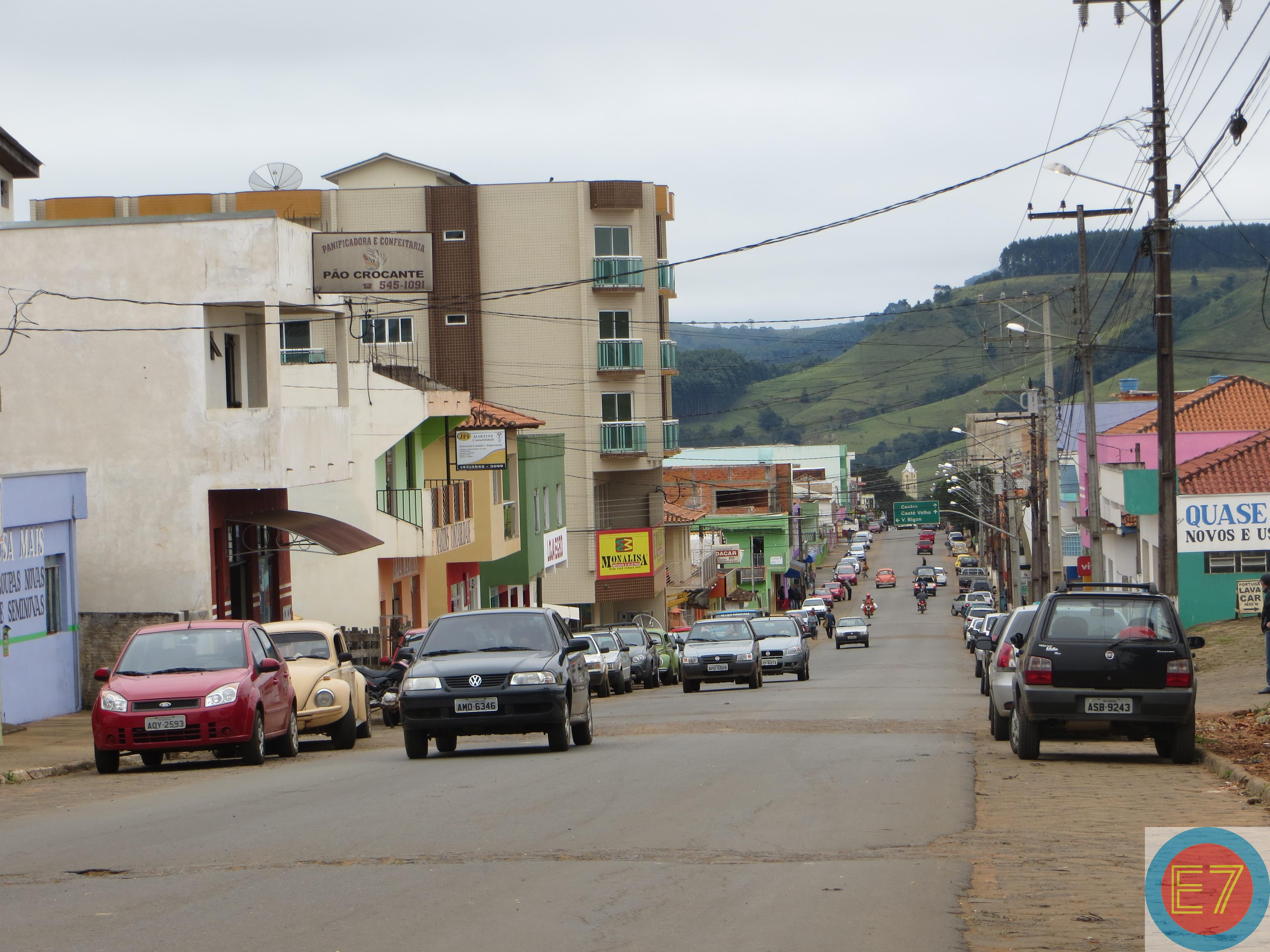
Avenida Antônio Cunha.

A produção industrial rendia 13 432 mil reais ao PIB do município em 2012, sendo resumida principalmente à agroindústria e à extração de madeira, com presença em pequena escala de estabelecimentos de mineral, produtos não metálicos, indústria metalúrgica, mecânica, química, alimentícia e têxtil. De acordo com o IBGE, em 2013 foram extraídos 142 458 m³ de madeira em lenha e 350 149 m³ em toras, sendo 32,3% das destinadas à produção de celulose e, segundo estatísticas do ano de 2010, 8,18% dos trabalhadores de Curiúva estavam ocupados no setor industrial de transformação.
Também em 2010, 7,73% da população ocupada estava empregada no setor de construção, 1,25% nos setores de utilidade pública, 11,58% no comércio e 26,81% no de serviços e em 2012, 79 452 reais do PIB municipal eram do valor adicionado bruto do terciário. Desde o estabelecimento do povoamento o comércio esteve como uma importante fonte de renda da população. Em 1907, chegou na então localidade de Caetê o primeiro comerciante, Constante José Borges, oriundo de Tibagi, sendo que a partir de 1913 a atividade passou a se desenvolver e prosperar no município, sendo vendidos produtos bastante diversificados, como alimentos, tecidos, calçados, confecções, chapéus, ferragens e de subsistência.

## Infraestrutura

### Habitação e criminalidade

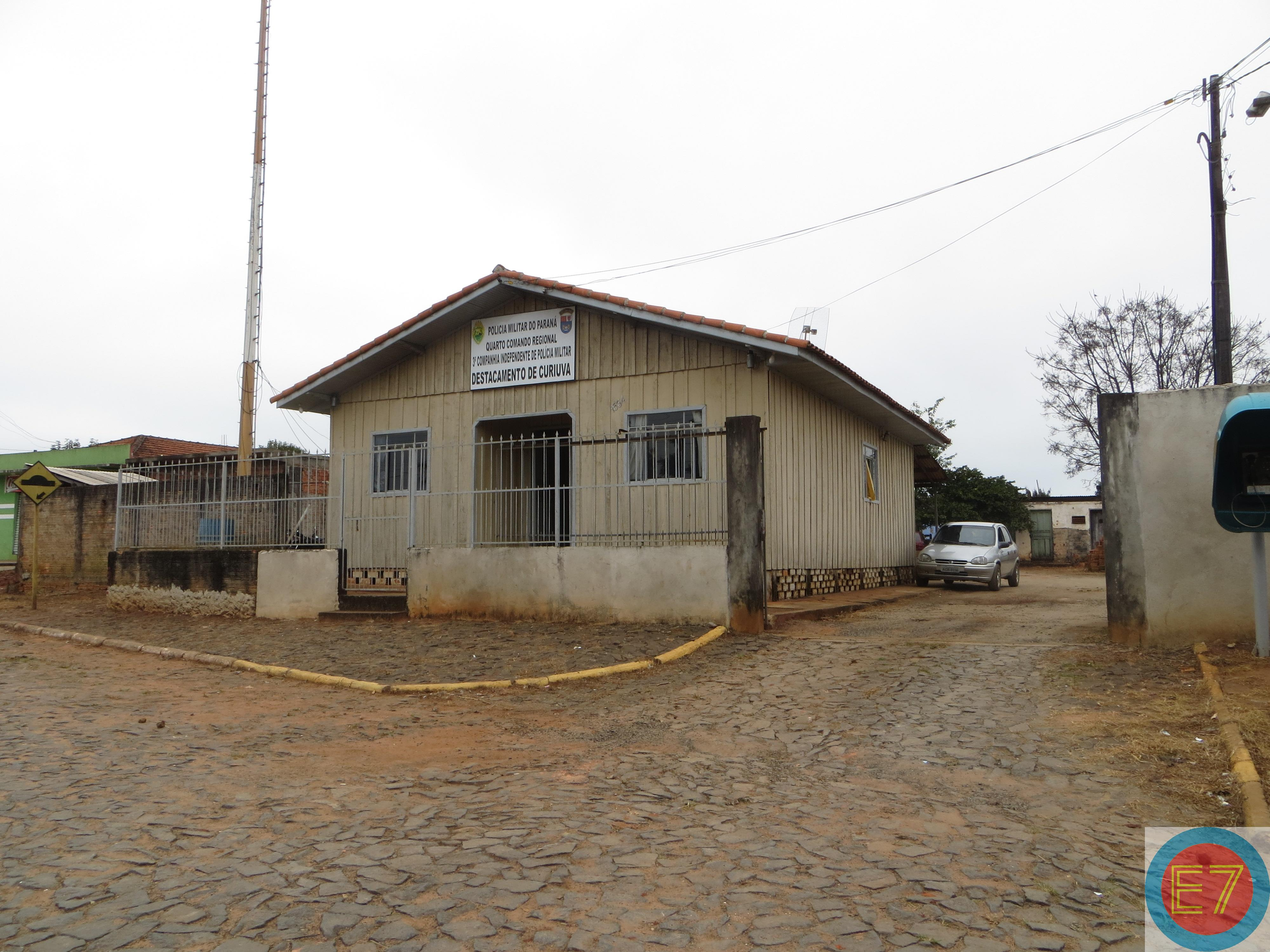
Destacamento da polícia militar.

No ano de 2010, a cidade tinha 4 391 domicílios particulares permanentes. Desse total, 4 375 eram casas e 16 eram apartamentos e não havia habitações em cortiços. Do total de domicílios, 3 196 são imóveis próprios (2 865 já quitados e 331 em aquisição); 651 foram alugados; 541 foram cedidos (187 por empregador e 354 de outra forma) e três foram ocupados de outra maneira. Parte dessas residências contava com água tratada, energia elétrica, esgoto, limpeza urbana, telefonia fixa e celular. 3 218 domicílios eram assistidos pela rede geral de abastecimento de água (73,28% do total); 4 147 (94,44%) possuíam banheiros para uso exclusivo das residências; 3 346 (76,2% deles) eram atendidos por algum serviço de coleta de lixo disponibilizado pela prefeitura; e 4 360 (99,29%) tinham fornecimento de energia elétrica.
Em 2008, as taxas de homicídios, de suicídios e de óbitos por acidentes de trânsito foram baixas em Curiúva, em comparação a grande parte do Brasil. Por força da Constituição Federal do Brasil, o município possui uma Guarda Municipal, que tem função de proteger os bens, serviços e instalações públicas. Há serviço de segurança pública desde 18 de dezembro de 1912, quando, através do Decreto Estadual n.º 985, foi criado o Distrito Policial de Caetê, tomando posse, pelo n.º 996, de 27 do mesmo mês, o subcomissário de polícia Roberto Mathias.

### Saúde e educação

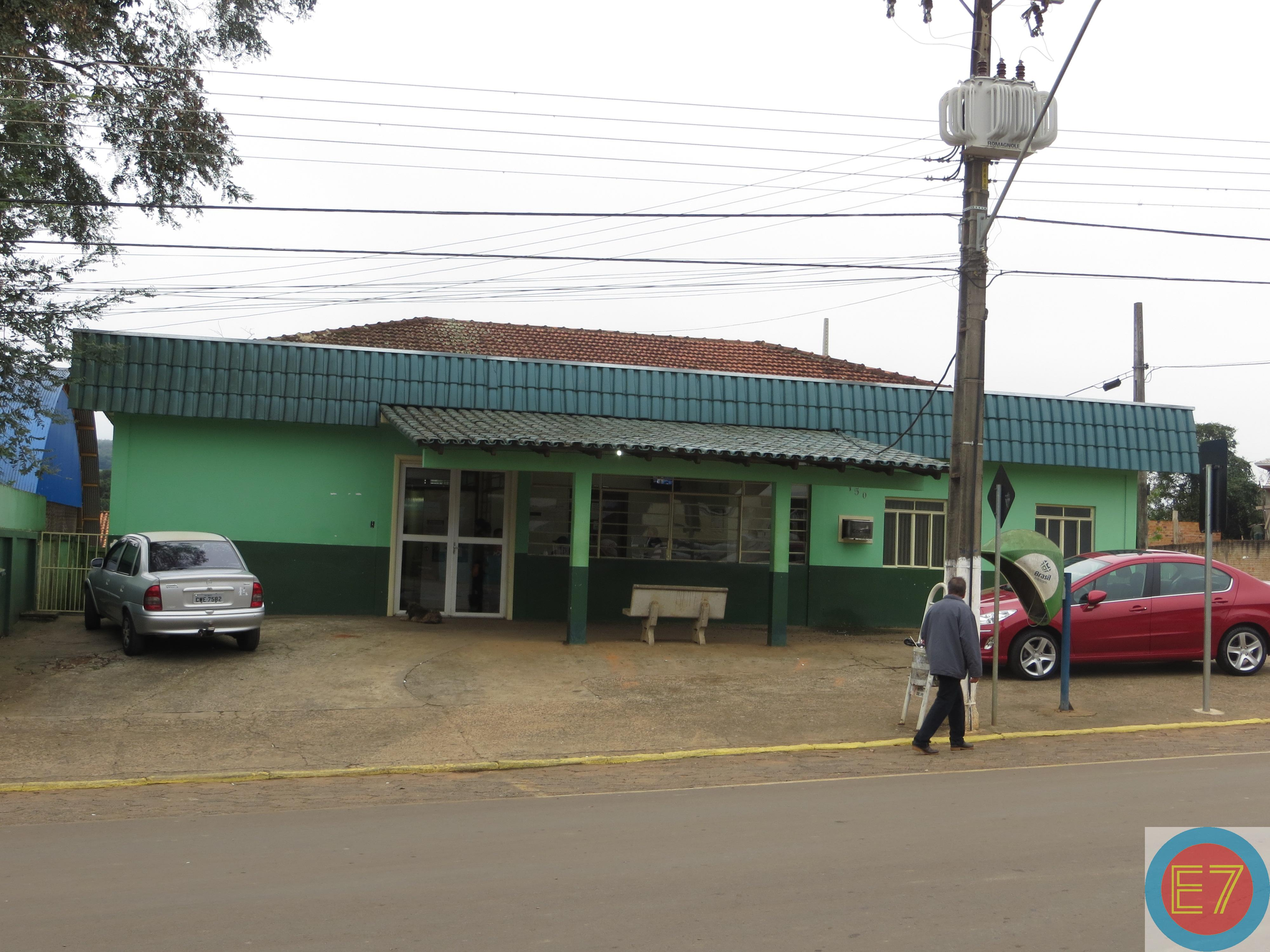
Hospital Municipal de Curiúva

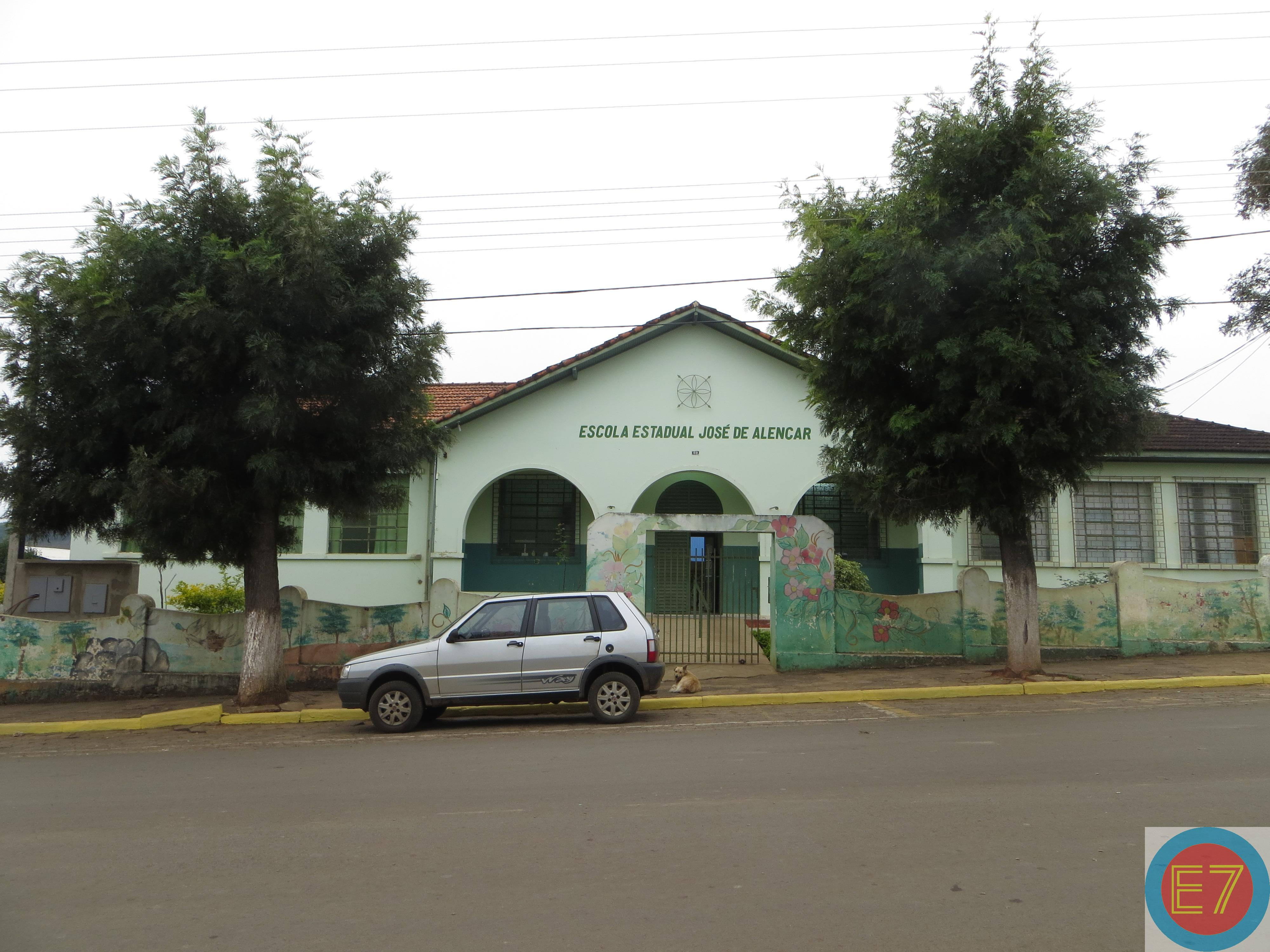
C.E. José de Alencar

Em 2009, o município possuía nove estabelecimentos de saúde entre hospitais, pronto-socorros, postos e serviços odontológicos, sendo quatro públicos municipais e cinco privados. Do total, nove eram integrantes do Sistema Único de Saúde (SUS). Em 2013, 84% das crianças menores de 1 ano estavam com a carteira de vacinação em dia. Em 2012, foram registrados 191 nascidos vivos, sendo o índice de mortalidade infantil nesse ano 15,7 óbitos a cada mil. No ano de 2010, 2,67% das adolescentes de 10 a 17 anos tiveram filhos, sendo a taxa de atividade entre meninas de 10 a 14 anos de 14,02%. Do total de crianças menores de dois anos que foram pesadas pelo Programa Saúde da Família em 2013, 0,2% apresentava desnutrição.
Na área da educação, o IDEB (IDEB) médio entre as escolas públicas de Curiúva era, no ano de 2013, de 4,8 (numa escala de avaliação que vai de nota 1 a 10. A obtida por alunos do 5.º ano (antiga 4.ª série) foi de 5,6 e do 9.º (histórica 8.ª) foi de 3,9; o valor das de todo o Brasil era de 4,9. Em 2010, 4,16% das crianças com faixa etária entre seis e quatorze anos não estavam cursando o ensino fundamental. A taxa de conclusão, entre jovens de 15 a 17 anos, era de 61,6% e o percentual de alfabetização de moços e adolescentes entre 15 e 24 anos era de 99,0%. Em 2013, a distorção idade-série entre alunos do ensino fundamental, ou seja, com mais da recomendada, era de 13,7% para os anos iniciais e 30,6% nos anos finais e, no médio, a defasagem chegava a 27,7%. Dentre os habitantes de 18 anos ou mais, 25,99% tinham completado o ensino fundamental e 14,53% o médio, sendo que a população tinha em média 10,95 anos esperados de estudo.
Em 2010, de acordo com dados da amostra do censo demográfico, da população total, 3 868 habitantes frequentavam creches e/ou escolas. Desse total, 62 frequentavam creches, 201 estavam no ensino pré-escolar, 66 na classe de alfabetização, 48 na de jovens e adultos, 2 385 no fundamental, 602 no médio, 105 na EJA do antigo primário, 108 na do histórico secundário. Trinta e seis na especialização de nível superior e 254 em cursos superiores de graduação. 10 055 pessoas não frequentavam unidades escolares, sendo que 2 031 nunca haviam frequentado e 8 024 frequentaram alguma vez. O município contava, em 2012, com 3 263 matrículas nas instituições de ensino da cidade, sendo que dentre as 12 escolas que ofereciam fundamental, sete pertenciam à rede pública estadual e cinco à municipal. Três escolas, que forneciam o ensino médio, pertenciam à rede estadual.
| Ensino pré-escolar | 262   | 13  | 6  |
| Ensino fundamental | 2 352 | 117 | 12 |
| Ensino médio       | 649   | 46  | 3  |

### Serviços

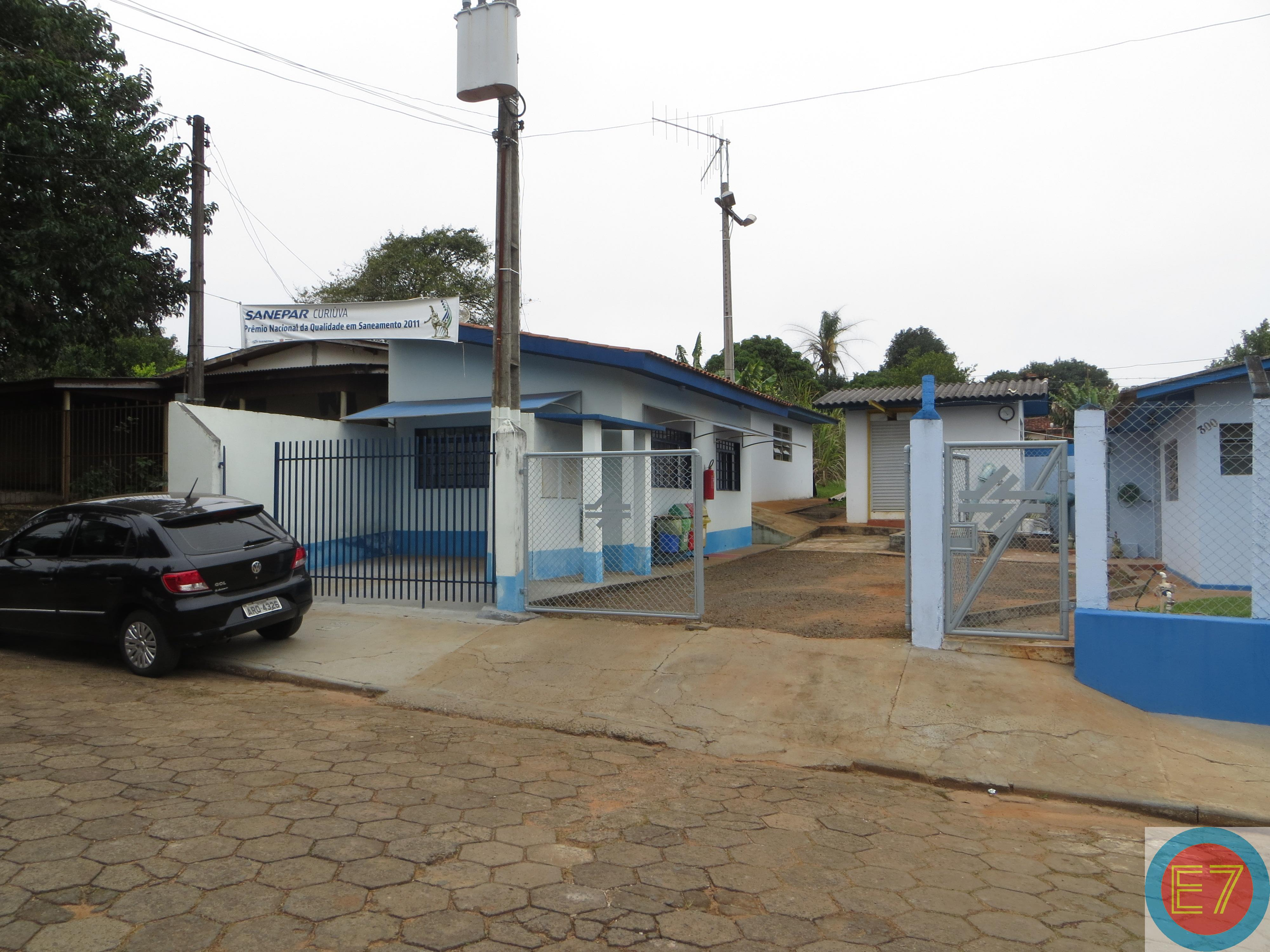
Filial da Sanepar, empresa encarregada do abastecimento de água na cidade.

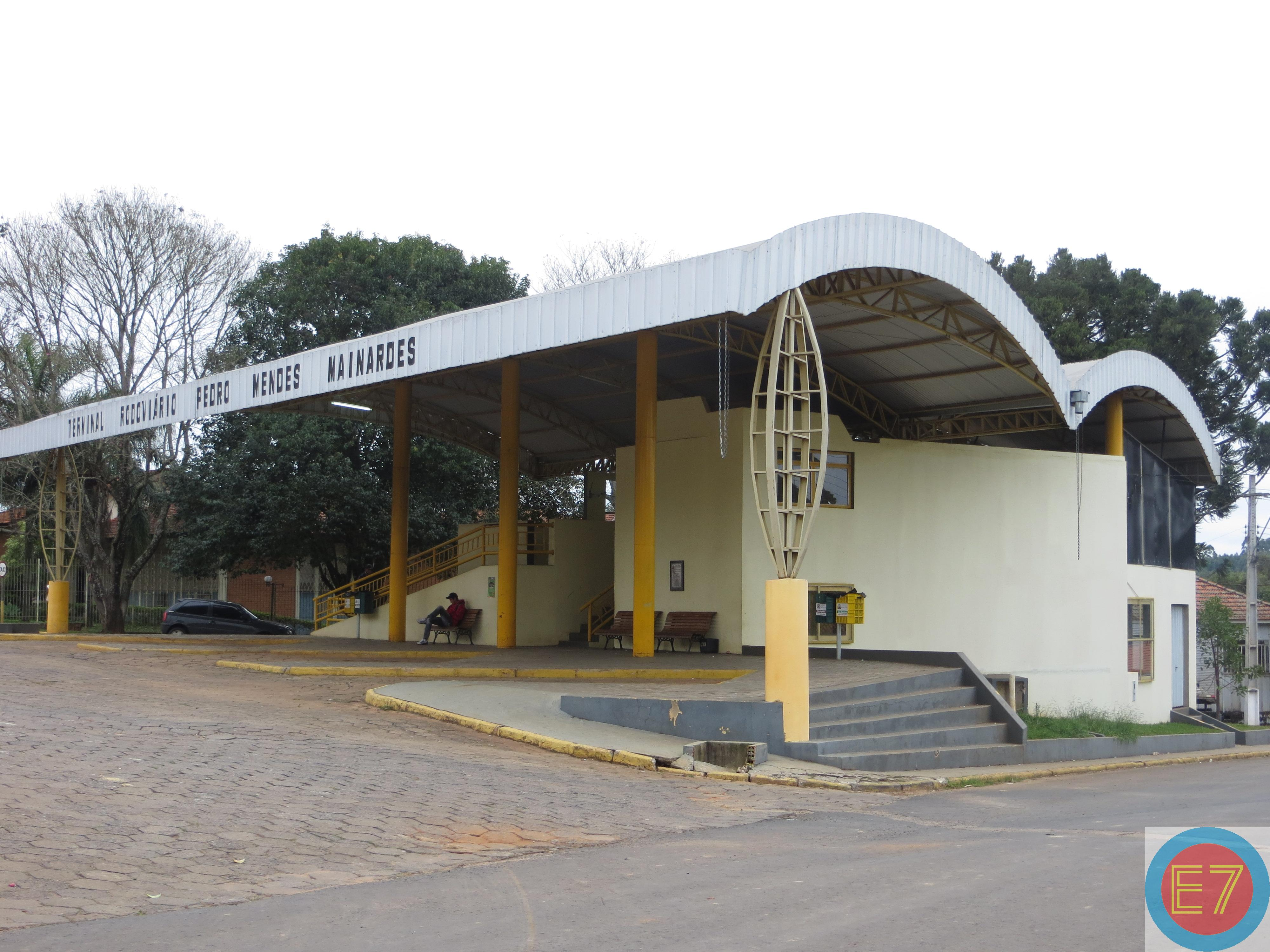
Terminal Rodoviário Pedro Mendes Mainardes.

A distribuição de energia no município é fornecida pela Companhia Paranaense de Energia (Copel). Segundo a empresa, em 2011 havia 5 027 consumidores e foram consumidos 15 502 kWh de energia, sendo que boa parte do total consumido na cidade é oriunda da Usina Termelétrica de Figueira, que foi inaugurada em 1958 e entrou em fase de produção em 4 de abril de 1963. Já o serviço de abastecimento de água de toda a cidade é feito pela Companhia de Saneamento do Paraná (Sanepar).
O código de área (DDD) de Curiúva é 043 e o CEP 84 280–000. No dia 1.º de setembro de 2008 o município passou a ser servido pela portabilidade, com outros municípios com o mesmo DDD. A portabilidade é um serviço que possibilita a troca da operadora sem a necessidade de se trocar o número do aparelho.

### Transportes
A frota municipal em dezembro de 2011 era de 4 478 veículos, sendo 2 343 automóveis, 214 caminhões, 36 caminhões-tratores, 347 caminhonetes, 152 caminhonetas, 21 micro-ônibus, 1 054 motocicletas, 132 motonetas, 75 ônibus, 42 reboques, 51 semi-reboque, um trator de rodas e dez utilitários. A cidade possui um terminal rodoviário, o de Curiúva, que está localizado no centro da cidade, na Rua Edmundo Mercer, e foi inaugurado em 29 de abril de 2011 para substituir o antigo. Liga o município, principalmente, a várias cidades dos estados do Paraná e São Paulo. As primeiras estradas e veículos começaram a surgir no final da década de 1940 e começo da década de 1950, no mandato de Tobias José Borges, sendo que a primeira linha de ônibus foi a Curiúva/Ibaiti, do Expresso Pássaro Brasileiro.
O município é atendido pela PR-160 e pela PR-090, que se cruzam na municipalidade, além da PR-962, pequena rodovia de acesso à PR-160. O município também era atendido por transporte ferroviário da Rede de Viação Paraná-Santa Catarina (RVPSC), porém a ferrovia passava no distrito (hoje municipalidade) da Figueira, muito distante do centro de Curiúva. A estação era a Lysimaco Costa, que foi inaugurada em 15 de setembro de 1948 e era a última parada do Ramal de Barra Bonita, que ligava Figueira a Tomazina, e funcionou até 1969, quando os trens pararam de circular. A cidade em que a estação estava situada emancipou-se em 20 de abril de 1982.
Em relação ao transporte aéreo, o município de Curiúva não conta com um aeródromo. A região é atendida pelo Aeroporto de Telêmaco Borba, que possui voos regulares. Outros aeródromos que operam próximo são o Aeroporto de Cornélio Procópio e o Aeroporto de Londrina.

## Cultura

### Festas e instituições
Para estimular o desenvolvimento socioeconômico local, a prefeitura de Curiúva, juntamente ou não com instituições locais, passou a investir mais no segmento de festas e eventos. Os principais eventos são: a festa da padroeira do distrito de Alecrim, a comemoração do Divino Espírito Santo (em maio ou junho), as festas juninas e a Dança de São Gonçalo e romarias (assim como também acontece na vizinha Ventania). Também acontece em outubro as comemorações do aniversário da emancipação política da cidade. O Conselho Municipal de Cultura é o órgão em complementação ao processo legislativo que versa sobre o setor cultural do município, sendo composto obrigatoriamente por representantes dos vários setores. Além dos órgãos públicos, também há a atuação de outras entidades no setor cultural curiuvense. São elas: a Banda Municipal de Curiúva, criada pela Lei n.º 437, de 30 de agosto de 1985, atuando nos principais eventos cívicos e festas religiosas da cidade, e um Rotary Club, criado por comerciantes em 10 de março de 1990.

### Culinária
O prato típico do município de Curiúva é o porco na lata.

### Espaços culturais e esporte

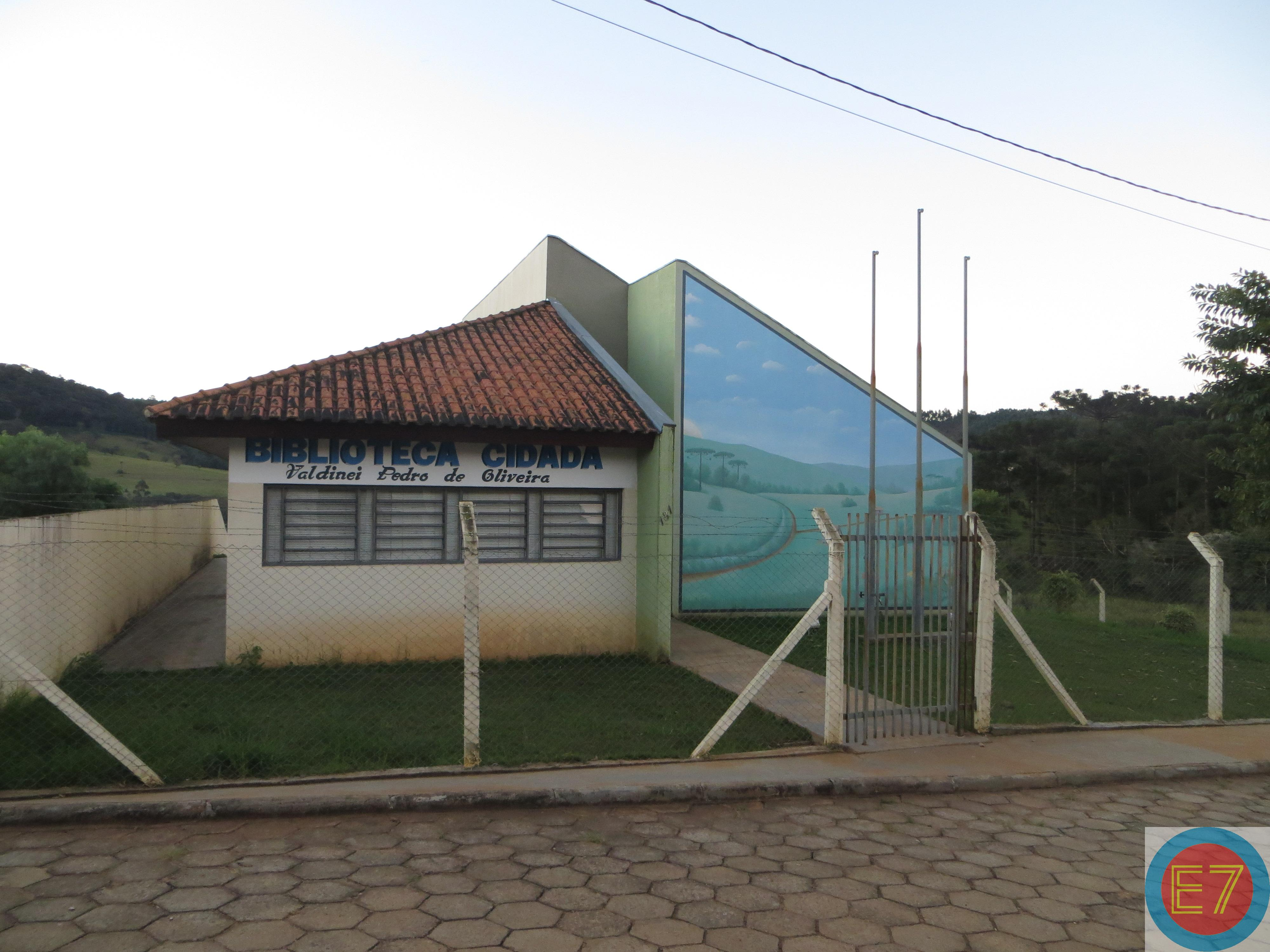
Biblioteca Cidadã Valdinei Pedro de Oliveira.

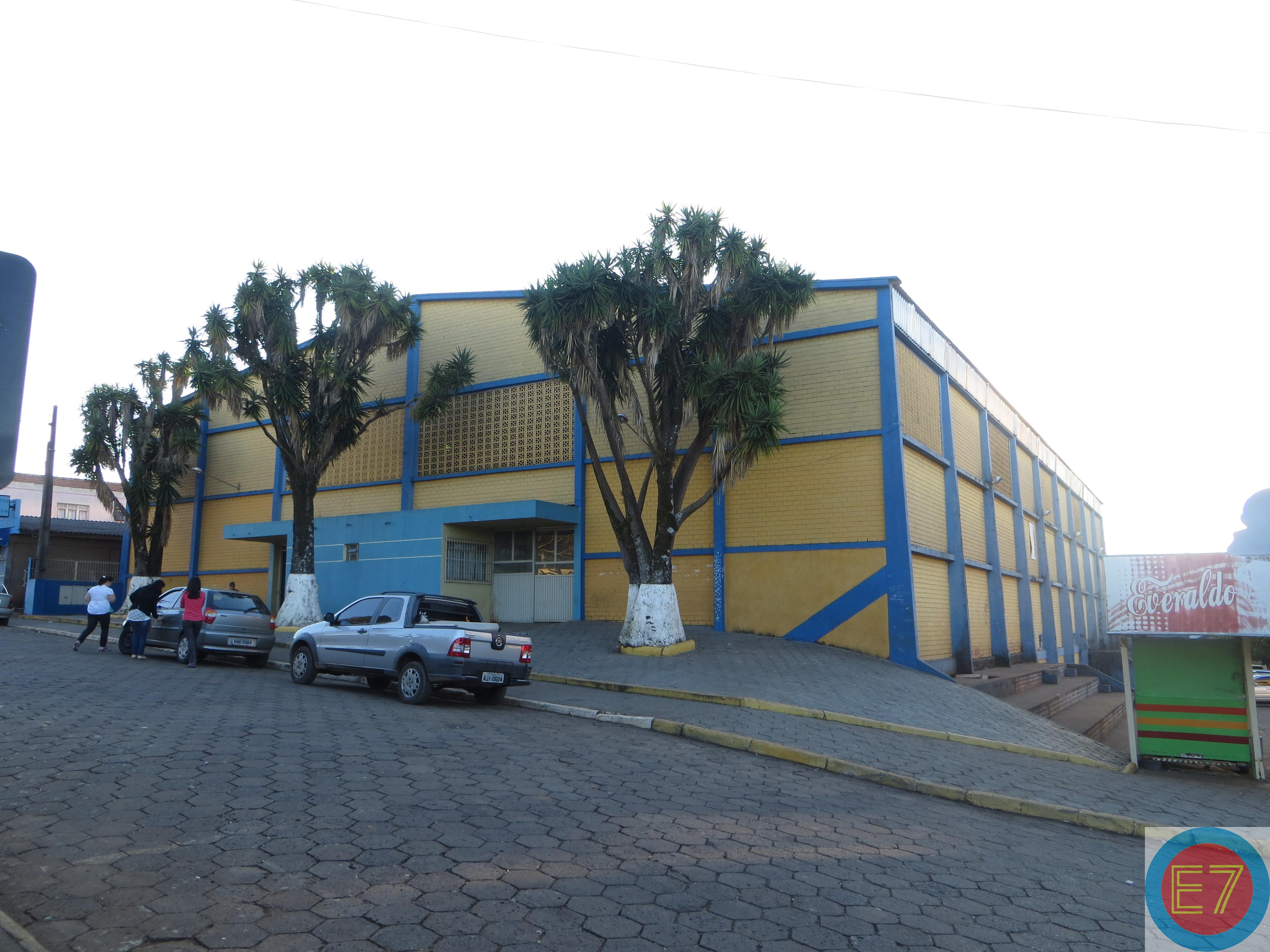
Ginásio de Esportes Caetê.

Dentre os espaços culturais, destaca-se a existência de quatro bibliotecas, como a Biblioteca Valdeci Camargo de Jesus, e do Estádio Municipal e do Ginásio de Esportes Caetê, porém está em construção um novo, que terá parâmetros oficiais. Outro espaço é o Clube Esportivo e Recreativo Curiuvense (CERC), que se originou em 6 de setembro de 1954 da fusão dos clubes Associação Recreativa Curiuvense (fundado em 20 de novembro de 1952) e Curiúva EC (criado em 2 de junho de 1954). Este último, além de disponibilizar área para prática de esportes, também realiza bailes, promoções e festas. Eventualmente também há a organização de campeonatos esportivos amadores, como o Campeonato Municipal de Futsal e o Regional de Curiúva (também de futsal), reunindo ainda equipes de outras cidades.

### Artesanato
O artesanato é uma das formas mais espontâneas da expressão cultural curiuvense. Em várias partes do município, é possível encontrar uma produção artesanal diferenciada, feita com matérias-primas regionais e criada de acordo com a cultura e o modo de vida local. Há associações que reúnem artesãos da região, disponibilizando espaço para confecção, exposição e venda dos produtos artesanais. Normalmente essas peças são vendidas em feiras, exposições ou lojas de artesanato. O Programa Federal Escola Ativa atua em escolas rurais da cidade, ministrando cursos de artesanato e reciclagem a crianças e adolescentes. Segundo o IBGE, as principais atividades artesanais desenvolvidas em Curiúva eram o bordado, trabalhos com frutas e sementes extraídas da natureza e tapeçaria.

### Feriados
Em Curiúva há dois feriados municipais, segundo dados da Prefeitura em 1997, e oito nacionais, além dos pontos facultativos. Os feriados municipais são: o dia do Divino Espírito Santo, comemorado em maio ou junho, e o dia da emancipação política, em 26 de outubro. De acordo com a Lei Federal do Brasil n.º 9093, aprovada em 12 de setembro de 1995, os municípios podem ter no máximo quatro feriados municipais com âmbito religioso, já incluída a Sexta-Feira Santa.